# Grand Prix de Denain 2018
La 60e édition du Grand Prix de Denain a lieu le 18 mars 2018. Elle fait partie du calendrier UCI Europe Tour 2018 en catégorie 1.HC. C'est également la deuxième épreuve de la Coupe de France de cyclisme sur route 2018.

## Présentation
Le Grand Prix de Denain connaît en 2018 sa soixantième édition. Il fait partie du calendrier de l'UCI Europe Tour en catégorie 1.HC. Ordinairement disputé en semaine en avril, il est cette année avancé de trois semaines pour avoir lieu un dimanche, en mars, prenant la place laissée vacante par la course Cholet-Pays-de-Loire.

### Parcours
Le parcours de la course a dû être modifié une heure avant le départ à cause des conditions météorologiques, la neige et le gel rendant les pavés glissants. Des 21,4 kilomètres de pavés prévus, seul subsiste le secteur d'Abscon, emprunté à trois reprises. Le peloton parcourt ainsi 170 kilomètres au lieu de 200,6,,.
Les douze secteurs pavés prévus résultent de la volonté des organisateurs de faire du Grand Prix de Denain une course de préparation aux classiques flandriennes et de le rendre plus attrayant. Ils ont été introduits au parcours en 2017, avec 1 800 mètres. Il est attendu de ce nouveau type de parcours qu'il soit moins favorable aux sprinteurs.

### Équipes
Classé en catégorie 1.HC de l'UCI Europe Tour, le Grand Prix de Denain est par conséquent ouvert aux UCI WorldTeams dans la limite de 70 % des équipes participantes, aux équipes continentales professionnelles, aux équipes continentales françaises et à une équipe nationale française.
Vingt-deux équipes participent à ce Grand Prix de Denain : trois WorldTeams, quinze équipes continentales professionnelles et quatre équipes continentales.
| WorldTeams (3)- AG2R La Mondiale - BMC Racing Team - Groupama-FDJ Équipes continentales professionnelles (15)- Aqua Blue Sport - CCC Sprandi Polkowice - Cofidis, Solutions Crédits - Delko-Marseille Provence-KTM - Direct Énergie - Fortuneo-Samsic - Gazprom-RusVelo - Israel Cycling Academy - Roompot-Nederlandse Loterij - Sport Vlaanderen-Baloise - UnitedHealthcare - Vital Concept - Vérandas Willems-Crelan - Wanty-Groupe Gobert - WB-Aqua Protect-Veranclassic Équipes continentales (4)- Roubaix Lille Métropole - Saint Michel-Auber 93 - Sovac-Natura4Ever - Tarteletto-Isorex |
| |

## Classements

### Classement final
| \| Classement général \| Classement général \| Classement général \| Classement général \| Classement général \| \| Coureur \| Coureur \| Pays \| Équipe \| Temps \| \| ------------------ \| ------------------ \| ------------------ \| ---------------------------- \| ------------------ \| \| 1er \| Kenny Dehaes \| Belgique \| WB-Aqua Protect-Veranclassic \| 4 h 33 min 37 s \| \| 2e \| Hugo Hofstetter \| France \| Cofidis, Solutions Crédits \| + 2 s \| \| 3e \| Julien Duval \| France \| AG2R La Mondiale \| + 2 s \| \| 4e \| Andrea Pasqualon \| Italie \| Wanty-Groupe Gobert \| + 2 s \| \| 5e \| Bram Welten \| Pays-Bas \| Fortuneo-Samsic \| + 2 s \| \| 6e \| Coen Vermeltfoort \| Pays-Bas \| Roompot-Nederlandse Loterij \| + 2 s \| \| 7e \| Shane Archbold \| Nouvelle-Zélande \| Aqua Blue Sport \| + 2 s \| \| 8e \| Marc Sarreau \| France \| Groupama-FDJ \| + 2 s \| \| 9e \| Jimmy Turgis \| France \| Cofidis, Solutions Crédits \| + 2 s \| \| 10e \| Adrien Petit \| France \| Direct Énergie \| + 2 s \| |                   |                  |                              |                 |
| |                   |                  |                              |                 |
| Sources : ProCyclingStats Cycling Archives |                   |                  |                              |                 |
| Classement général |                   |                  |                              |                 |
| Coureur | Coureur           | Pays             | Équipe                       | Temps           |
| 1er | Kenny Dehaes      | Belgique         | WB-Aqua Protect-Veranclassic | 4 h 33 min 37 s |
| 2e | Hugo Hofstetter   | France           | Cofidis, Solutions Crédits   | + 2 s           |
| 3e | Julien Duval      | France           | AG2R La Mondiale             | + 2 s           |
| 4e | Andrea Pasqualon  | Italie           | Wanty-Groupe Gobert          | + 2 s           |
| 5e | Bram Welten       | Pays-Bas         | Fortuneo-Samsic              | + 2 s           |
| 6e | Coen Vermeltfoort | Pays-Bas         | Roompot-Nederlandse Loterij  | + 2 s           |
| 7e | Shane Archbold    | Nouvelle-Zélande | Aqua Blue Sport              | + 2 s           |
| 8e | Marc Sarreau      | France           | Groupama-FDJ                 | + 2 s           |
| 9e | Jimmy Turgis      | France           | Cofidis, Solutions Crédits   | + 2 s           |
| 10e | Adrien Petit      | France           | Direct Énergie               | + 2 s           |

### UCI Europe Tour
La course attribue aux coureurs le même nombre de points pour l'UCI Europe Tour 2018 et le Classement mondial UCI.
| Position           | 1er | 2e  | 3e  | 4e  | 5e | 6e | 7e | 8e | 9e | 10e | 11e | 12e | 13e | 14e | 15e | 16e à 30e | 31e à 40e |
| Classement général | 200 | 150 | 125 | 100 | 85 | 70 | 60 | 50 | 40 | 35  | 30  | 25  | 20  | 15  | 10  | 5         | 3         |

## Liste des participants
| Groupama-FDJ GFC | Groupama-FDJ GFC       | Groupama-FDJ GFC |
| ---------------- | ---------------------- | ---------------- |
| Num              | Coureur                | Pos              |
| 1                | Bruno Armirail (FRA)   | AB               |
| 2                | Romain Seigle (FRA)    | 86e              |
| 3                | Daniel Hoelgaard (NOR) | 61e              |
| 4                | Valentin Madouas (FRA) | 19e              |
| 5                | Marc Sarreau (FRA)     | 8e               |
| 6                | Ramon Sinkeldam (NED)  | 62e              |
| 7                | Léo Vincent (FRA)      | AB               |

| AG2R La Mondiale ALM | AG2R La Mondiale ALM     | AG2R La Mondiale ALM |
| -------------------- | ------------------------ | -------------------- |
| Num                  | Coureur                  | Pos                  |
| 11                   | Gediminas Bagdonas (LTU) | 14e                  |
| 12                   | Rudy Barbier (FRA)       | 43e                  |
| 13                   | Benoît Cosnefroy (FRA)   | AB                   |
| 14                   | Nico Denz (GER)          | 21e                  |
| 15                   | Julien Duval (FRA)       | 3e                   |
| 16                   | Quentin Jauregui (FRA)   | 78e                  |
| 17                   | Nans Peters (FRA)        | 65e                  |

| Aqua Blue Sport ABS | Aqua Blue Sport ABS     | Aqua Blue Sport ABS |
| ------------------- | ----------------------- | ------------------- |
| Num                 | Coureur                 | Pos                 |
| 21                  | Shane Archbold (NZL)    | 7e                  |
| 22                  | Matthew Brammeier (IRL) | AB                  |
| 23                  | Conor Dunne (IRL)       | AB                  |
| 24                  | Andrew Fenn (GBR)       | 16e                 |
| 25                  | Peter Koning (NED)      | AB                  |
| 26                  | Adam Blythe (GBR)       | AB                  |

| CCC Sprandi Polkowice CCC | CCC Sprandi Polkowice CCC | CCC Sprandi Polkowice CCC |
| ------------------------- | ------------------------- | ------------------------- |
| Num                       | Coureur                   | Pos                       |
| 31                        | Paweł Bernas (POL)        | AB                        |
| 32                        | Paweł Franczak (POL)      | 53e                       |
| 33                        | Kamil Gradek (POL)        | AB                        |
| 34                        | Jonas Koch (GER)          | 82e                       |
| 35                        | Michał Paluta (POL)       | 63e                       |
| 36                        | František Sisr (CZE)      | 73e                       |
| 37                        | Jan Tratnik (SLO)         | AB                        |

| Cofidis, Solutions Crédits COF | Cofidis, Solutions Crédits COF | Cofidis, Solutions Crédits COF |
| ------------------------------ | ------------------------------ | ------------------------------ |
| Num                            | Coureur                        | Pos                            |
| 41                             | Dimitri Claeys (BEL)           | 81e                            |
| 42                             | Hugo Hofstetter (FRA)          | 2e                             |
| 43                             | Geoffrey Soupe (FRA)           | AB                             |
| 44                             | Jimmy Turgis (FRA)             | 9e                             |
| 45                             | Michael Van Staeyen (BEL)      | AB                             |
| 46                             | Kenneth Vanbilsen (BEL)        | 72e                            |

| Delko-Marseille Provence-KTM DMP | Delko-Marseille Provence-KTM DMP | Delko-Marseille Provence-KTM DMP |
| -------------------------------- | -------------------------------- | -------------------------------- |
| Num                              | Coureur                          | Pos                              |
| 51                               | Iuri Filosi (ITA)                | 52e                              |
| 52                               | Brenton Jones (AUS)              | 29e                              |
| 53                               | Przemysław Kasperkiewicz (POL)   | 74e                              |
| 54                               | Jérémy Leveau (FRA)              | 44e                              |
| 55                               | Yannick Martinez (FRA)           | 11e                              |
| 56                               | Julien Trarieux (FRA)            | 31e                              |
| 57                               | Gatis Smukulis (LAT)             | AB                               |

| Direct Énergie TDE | Direct Énergie TDE     | Direct Énergie TDE |
| ------------------ | ---------------------- | ------------------ |
| Num                | Coureur                | Pos                |
| 61                 | Sylvain Chavanel (FRA) | 17e                |
| 62                 | Romain Cardis (FRA)    | 66e                |
| 63                 | Damien Gaudin (FRA)    | 27e                |
| 64                 | Yohann Gène (FRA)      | 67e                |
| 65                 | Adrien Petit (FRA)     | 10e                |
| 66                 | Alexandre Pichot (FRA) | 60e                |
| 67                 | Simon Sellier (FRA)    | AB                 |

| Gazprom-RusVelo GAZ | Gazprom-RusVelo GAZ     | Gazprom-RusVelo GAZ |
| ------------------- | ----------------------- | ------------------- |
| Num                 | Coureur                 | Pos                 |
| 71                  | Dmitry Kozontchuk (RUS) | 23e                 |
| 72                  | Sergueï Lagoutine (RUS) | 85e                 |
| 73                  | Roman Maikin (RUS)      | 45e                 |
| 74                  | Ivan Rovny (RUS)        | 57e                 |
| 75                  | Evgeny Shalunov (RUS)   | AB                  |
| 76                  | Sergey Shilov (RUS)     | 47e                 |
| 77                  | Nikolay Trusov (RUS)    | 28e                 |

| Israel Cycling Academy ICA | Israel Cycling Academy ICA | Israel Cycling Academy ICA |
| -------------------------- | -------------------------- | -------------------------- |
| Num                        | Coureur                    | Pos                        |
| 81                         | Awet Gebremedhin (ERI)     | AB                         |
| 82                         | Guillaume Boivin (CAN)     | AB                         |
| 83                         | Benjamin Perry (CAN)       | 38e                        |
| 84                         | Hamish Schreurs (NZL)      | 50e                        |
| 85                         | Dennis van Winden (NED)    | AB                         |
| 86                         | Aviv Yechezkel (ISR)       | AB                         |

| Roompot-Nederlandse Loterij RNL | Roompot-Nederlandse Loterij RNL | Roompot-Nederlandse Loterij RNL |
| ------------------------------- | ------------------------------- | ------------------------------- |
| Num                             | Coureur                         | Pos                             |
| 91                              | Tim Ariesen (NED)               | AB                              |
| 92                              | Martijn Budding (NED)           | AB                              |
| 93                              | Floris Gerts (NED)              | AB                              |
| 94                              | Brian van Goethem (NED)         | 70e                             |
| 95                              | Sjoerd van Ginneken (NED)       | AB                              |
| 96                              | Coen Vermeltfoort (NED)         | 6e                              |
| 97                              | Wouter Wippert (NED)            | AB                              |

| Sport Vlaanderen-Baloise SVB | Sport Vlaanderen-Baloise SVB | Sport Vlaanderen-Baloise SVB |
| ---------------------------- | ---------------------------- | ---------------------------- |
| Num                          | Coureur                      | Pos                          |
| 101                          | Piet Allegaert (BEL)         | 75e                          |
| 102                          | Aimé De Gendt (BEL)          | 22e                          |
| 103                          | Benjamin Declercq (BEL)      | AB                           |
| 104                          | Jonas Rickaert (BEL)         | 24e                          |
| 105                          | Preben Van Hecke (BEL)       | 69e                          |
| 106                          | Aaron Verwilst (BEL)         | 40e                          |
| 107                          | Jordi Warlop (BEL)           | 76e                          |

| Fortuneo-Samsic FST | Fortuneo-Samsic FST             | Fortuneo-Samsic FST |
| ------------------- | ------------------------------- | ------------------- |
| Num                 | Coureur                         | Pos                 |
| 111                 | Franck Bonnamour (FRA)          | AB                  |
| 112                 | Michael Carbel Svendgaard (DEN) | AB                  |
| 113                 | Maxime Daniel (FRA)             | 33e                 |
| 114                 | Brice Feillu (FRA)              | AB                  |
| 115                 | Romain Le Roux (FRA)            | AB                  |
| 116                 | Pierre-Luc Périchon (FRA)       | AB                  |
| 117                 | Bram Welten (NED)               | 5e                  |

| UnitedHealthcare UHC | UnitedHealthcare UHC     | UnitedHealthcare UHC |
| -------------------- | ------------------------ | -------------------- |
| Num                  | Coureur                  | Pos                  |
| 121                  | Carlos Alzate (COL)      | AB                   |
| 122                  | Alexander Cataford (CAN) | AB                   |
| 123                  | Daniel Eaton (USA)       | AB                   |
| 124                  | Eric Marcotte (USA)      | AB                   |
| 125                  | Travis McCabe (USA)      | 80e                  |
| 126                  | Tanner Putt (USA)        | 79e                  |

| Verandas Willems-Crelan VWC | Verandas Willems-Crelan VWC | Verandas Willems-Crelan VWC |
| --------------------------- | --------------------------- | --------------------------- |
| Num                         | Coureur                     | Pos                         |
| 131                         | Sean De Bie (BEL)           | AB                          |
| 132                         | Dries De Bondt (BEL)        | 56e                         |
| 133                         | Stijn Devolder (BEL)        | 18e                         |
| 134                         | Mathias De Witte (BEL)      | AB                          |
| 135                         | Stijn Steels (BEL)          | 71e                         |
| 136                         | Wout van Aert (BEL)         | 12e                         |
| 137                         | Zico Waeytens (BEL)         | 83e                         |

| Vital Concept VCC | Vital Concept VCC         | Vital Concept VCC |
| ----------------- | ------------------------- | ----------------- |
| Num               | Coureur                   | Pos               |
| 141               | Kris Boeckmans (BEL)      | 87e               |
| 142               | Adrien Garel (FRA)        | AB                |
| 143               | Bert De Backer (BEL)      | 13e               |
| 144               | Marc Fournier (FRA)       | AB                |
| 145               | Jérémy Lecroq (FRA)       | 68e               |
| 146               | Julien Morice (FRA)       | AB                |
| 147               | Jonas Van Genechten (BEL) | AB                |

| Wanty-Groupe Gobert WGG | Wanty-Groupe Gobert WGG | Wanty-Groupe Gobert WGG |
| ----------------------- | ----------------------- | ----------------------- |
| Num                     | Coureur                 | Pos                     |
| 151                     | Simone Antonini (ITA)   | 64e                     |
| 152                     | Frederik Backaert (BEL) | 26e                     |
| 153                     | Guillaume Martin (FRA)  | 77e                     |
| 154                     | Mark McNally (GBR)      | 25e                     |
| 155                     | Yoann Offredo (FRA)     | 15e                     |
| 156                     | Andrea Pasqualon (ITA)  | 4e                      |
| 157                     | Kévin Van Melsen (BEL)  | 42e                     |

| WB-Aqua Protect-Veranclassic WVA | WB-Aqua Protect-Veranclassic WVA | WB-Aqua Protect-Veranclassic WVA |
| -------------------------------- | -------------------------------- | -------------------------------- |
| Num                              | Coureur                          | Pos                              |
| 161                              | Kenny Dehaes (BEL)               | 1er                              |
| 162                              | Jimmy Duquennoy (BEL)            | 58e                              |
| 163                              | Alex Kirsch (LUX)                | 20e                              |
| 164                              | Julien Mortier (BEL)             | 49e                              |
| 165                              | Lukas Spengler (SUI)             | 46e                              |
| 166                              | Julien Stassen (BEL)             | AB                               |

| Roubaix Lille Métropole RLM | Roubaix Lille Métropole RLM | Roubaix Lille Métropole RLM |
| --------------------------- | --------------------------- | --------------------------- |
| Num                         | Coureur                     | Pos                         |
| 171                         | Pierre Barbier (FRA)        | 30e                         |
| 172                         | Tom Dernies (BEL)           | 41e                         |
| 173                         | Pierre Idjouadiene (FRA)    | 35e                         |
| 174                         | Thomas Joly (FRA)           | AB                          |
| 175                         | Samuel Leroux (FRA)         | AB                          |
| 176                         | Jérôme Mainard (FRA)        | 84e                         |
| 177                         | Lander Seynaeve (BEL)       | AB                          |

| Sovac-Natura4Ever SNE | Sovac-Natura4Ever SNE  | Sovac-Natura4Ever SNE |
| --------------------- | ---------------------- | --------------------- |
| Num                   | Coureur                | Pos                   |
| 181                   | Gaëtan Bille (BEL)     | NP                    |
| 182                   | Louis Deguide (BEL)    | AB                    |
| 183                   | Florian Deriaux (FRA)  | AB                    |
| 184                   | Laurent Évrard (BEL)   | AB                    |
| 185                   | Alexander Geuens (BEL) | AB                    |
| 186                   | Matthias Legley (BEL)  | AB                    |
| 187                   | Robin Stenuit (BEL)    | 55e                   |

| Saint Michel-Auber 93 AUB | Saint Michel-Auber 93 AUB | Saint Michel-Auber 93 AUB |
| ------------------------- | ------------------------- | ------------------------- |
| Num                       | Coureur                   | Pos                       |
| 191                       | Kévin Le Cunff (FRA)      | 34e                       |
| 192                       | Guillaume Levarlet (FRA)  | AB                        |
| 193                       | Alo Jakin (EST)           | AB                        |
| 194                       | Camille Thominet (FRA)    | AB                        |
| 195                       | Flavien Maurelet (FRA)    | 54e                       |
| 196                       | Yoann Paillot (FRA)       | AB                        |
| 197                       | Damien Touzé (FRA)        | 37e                       |

| Tarteletto-Isorex TIS | Tarteletto-Isorex TIS        | Tarteletto-Isorex TIS |
| --------------------- | ---------------------------- | --------------------- |
| Num                   | Coureur                      | Pos                   |
| 201                   | David Boucher (BEL)          | 59e                   |
| 202                   | Kevin De Jonghe (BEL)        | AB                    |
| 203                   | Arne De Groote (BEL)         | AB                    |
| 204                   | Abram Stockman (BEL)         | 51e                   |
| 205                   | Michiel Stockman (BEL)       | 39e                   |
| 206                   | Sergio Torres (ESP)          | 32e                   |
| 207                   | Polychrónis Tzortzákis (GRE) | 36e                   |

| Groupama-FDJ GFC | Groupama-FDJ GFC       | Groupama-FDJ GFC |
| ---------------- | ---------------------- | ---------------- |
| Num              | Coureur                | Pos              |
| 1                | Bruno Armirail (FRA)   | AB               |
| 2                | Romain Seigle (FRA)    | 86e              |
| 3                | Daniel Hoelgaard (NOR) | 61e              |
| 4                | Valentin Madouas (FRA) | 19e              |
| 5                | Marc Sarreau (FRA)     | 8e               |
| 6                | Ramon Sinkeldam (NED)  | 62e              |
| 7                | Léo Vincent (FRA)      | AB               |

| AG2R La Mondiale ALM | AG2R La Mondiale ALM     | AG2R La Mondiale ALM |
| -------------------- | ------------------------ | -------------------- |
| Num                  | Coureur                  | Pos                  |
| 11                   | Gediminas Bagdonas (LTU) | 14e                  |
| 12                   | Rudy Barbier (FRA)       | 43e                  |
| 13                   | Benoît Cosnefroy (FRA)   | AB                   |
| 14                   | Nico Denz (GER)          | 21e                  |
| 15                   | Julien Duval (FRA)       | 3e                   |
| 16                   | Quentin Jauregui (FRA)   | 78e                  |
| 17                   | Nans Peters (FRA)        | 65e                  |

| Aqua Blue Sport ABS | Aqua Blue Sport ABS     | Aqua Blue Sport ABS |
| ------------------- | ----------------------- | ------------------- |
| Num                 | Coureur                 | Pos                 |
| 21                  | Shane Archbold (NZL)    | 7e                  |
| 22                  | Matthew Brammeier (IRL) | AB                  |
| 23                  | Conor Dunne (IRL)       | AB                  |
| 24                  | Andrew Fenn (GBR)       | 16e                 |
| 25                  | Peter Koning (NED)      | AB                  |
| 26                  | Adam Blythe (GBR)       | AB                  |

| CCC Sprandi Polkowice CCC | CCC Sprandi Polkowice CCC | CCC Sprandi Polkowice CCC |
| ------------------------- | ------------------------- | ------------------------- |
| Num                       | Coureur                   | Pos                       |
| 31                        | Paweł Bernas (POL)        | AB                        |
| 32                        | Paweł Franczak (POL)      | 53e                       |
| 33                        | Kamil Gradek (POL)        | AB                        |
| 34                        | Jonas Koch (GER)          | 82e                       |
| 35                        | Michał Paluta (POL)       | 63e                       |
| 36                        | František Sisr (CZE)      | 73e                       |
| 37                        | Jan Tratnik (SLO)         | AB                        |

| Cofidis, Solutions Crédits COF | Cofidis, Solutions Crédits COF | Cofidis, Solutions Crédits COF |
| ------------------------------ | ------------------------------ | ------------------------------ |
| Num                            | Coureur                        | Pos                            |
| 41                             | Dimitri Claeys (BEL)           | 81e                            |
| 42                             | Hugo Hofstetter (FRA)          | 2e                             |
| 43                             | Geoffrey Soupe (FRA)           | AB                             |
| 44                             | Jimmy Turgis (FRA)             | 9e                             |
| 45                             | Michael Van Staeyen (BEL)      | AB                             |
| 46                             | Kenneth Vanbilsen (BEL)        | 72e                            |

| Delko-Marseille Provence-KTM DMP | Delko-Marseille Provence-KTM DMP | Delko-Marseille Provence-KTM DMP |
| -------------------------------- | -------------------------------- | -------------------------------- |
| Num                              | Coureur                          | Pos                              |
| 51                               | Iuri Filosi (ITA)                | 52e                              |
| 52                               | Brenton Jones (AUS)              | 29e                              |
| 53                               | Przemysław Kasperkiewicz (POL)   | 74e                              |
| 54                               | Jérémy Leveau (FRA)              | 44e                              |
| 55                               | Yannick Martinez (FRA)           | 11e                              |
| 56                               | Julien Trarieux (FRA)            | 31e                              |
| 57                               | Gatis Smukulis (LAT)             | AB                               |

| Direct Énergie TDE | Direct Énergie TDE     | Direct Énergie TDE |
| ------------------ | ---------------------- | ------------------ |
| Num                | Coureur                | Pos                |
| 61                 | Sylvain Chavanel (FRA) | 17e                |
| 62                 | Romain Cardis (FRA)    | 66e                |
| 63                 | Damien Gaudin (FRA)    | 27e                |
| 64                 | Yohann Gène (FRA)      | 67e                |
| 65                 | Adrien Petit (FRA)     | 10e                |
| 66                 | Alexandre Pichot (FRA) | 60e                |
| 67                 | Simon Sellier (FRA)    | AB                 |

| Gazprom-RusVelo GAZ | Gazprom-RusVelo GAZ     | Gazprom-RusVelo GAZ |
| ------------------- | ----------------------- | ------------------- |
| Num                 | Coureur                 | Pos                 |
| 71                  | Dmitry Kozontchuk (RUS) | 23e                 |
| 72                  | Sergueï Lagoutine (RUS) | 85e                 |
| 73                  | Roman Maikin (RUS)      | 45e                 |
| 74                  | Ivan Rovny (RUS)        | 57e                 |
| 75                  | Evgeny Shalunov (RUS)   | AB                  |
| 76                  | Sergey Shilov (RUS)     | 47e                 |
| 77                  | Nikolay Trusov (RUS)    | 28e                 |

| Israel Cycling Academy ICA | Israel Cycling Academy ICA | Israel Cycling Academy ICA |
| -------------------------- | -------------------------- | -------------------------- |
| Num                        | Coureur                    | Pos                        |
| 81                         | Awet Gebremedhin (ERI)     | AB                         |
| 82                         | Guillaume Boivin (CAN)     | AB                         |
| 83                         | Benjamin Perry (CAN)       | 38e                        |
| 84                         | Hamish Schreurs (NZL)      | 50e                        |
| 85                         | Dennis van Winden (NED)    | AB                         |
| 86                         | Aviv Yechezkel (ISR)       | AB                         |

| Roompot-Nederlandse Loterij RNL | Roompot-Nederlandse Loterij RNL | Roompot-Nederlandse Loterij RNL |
| ------------------------------- | ------------------------------- | ------------------------------- |
| Num                             | Coureur                         | Pos                             |
| 91                              | Tim Ariesen (NED)               | AB                              |
| 92                              | Martijn Budding (NED)           | AB                              |
| 93                              | Floris Gerts (NED)              | AB                              |
| 94                              | Brian van Goethem (NED)         | 70e                             |
| 95                              | Sjoerd van Ginneken (NED)       | AB                              |
| 96                              | Coen Vermeltfoort (NED)         | 6e                              |
| 97                              | Wouter Wippert (NED)            | AB                              |

| Sport Vlaanderen-Baloise SVB | Sport Vlaanderen-Baloise SVB | Sport Vlaanderen-Baloise SVB |
| ---------------------------- | ---------------------------- | ---------------------------- |
| Num                          | Coureur                      | Pos                          |
| 101                          | Piet Allegaert (BEL)         | 75e                          |
| 102                          | Aimé De Gendt (BEL)          | 22e                          |
| 103                          | Benjamin Declercq (BEL)      | AB                           |
| 104                          | Jonas Rickaert (BEL)         | 24e                          |
| 105                          | Preben Van Hecke (BEL)       | 69e                          |
| 106                          | Aaron Verwilst (BEL)         | 40e                          |
| 107                          | Jordi Warlop (BEL)           | 76e                          |

| Fortuneo-Samsic FST | Fortuneo-Samsic FST             | Fortuneo-Samsic FST |
| ------------------- | ------------------------------- | ------------------- |
| Num                 | Coureur                         | Pos                 |
| 111                 | Franck Bonnamour (FRA)          | AB                  |
| 112                 | Michael Carbel Svendgaard (DEN) | AB                  |
| 113                 | Maxime Daniel (FRA)             | 33e                 |
| 114                 | Brice Feillu (FRA)              | AB                  |
| 115                 | Romain Le Roux (FRA)            | AB                  |
| 116                 | Pierre-Luc Périchon (FRA)       | AB                  |
| 117                 | Bram Welten (NED)               | 5e                  |

| UnitedHealthcare UHC | UnitedHealthcare UHC     | UnitedHealthcare UHC |
| -------------------- | ------------------------ | -------------------- |
| Num                  | Coureur                  | Pos                  |
| 121                  | Carlos Alzate (COL)      | AB                   |
| 122                  | Alexander Cataford (CAN) | AB                   |
| 123                  | Daniel Eaton (USA)       | AB                   |
| 124                  | Eric Marcotte (USA)      | AB                   |
| 125                  | Travis McCabe (USA)      | 80e                  |
| 126                  | Tanner Putt (USA)        | 79e                  |

| Verandas Willems-Crelan VWC | Verandas Willems-Crelan VWC | Verandas Willems-Crelan VWC |
| --------------------------- | --------------------------- | --------------------------- |
| Num                         | Coureur                     | Pos                         |
| 131                         | Sean De Bie (BEL)           | AB                          |
| 132                         | Dries De Bondt (BEL)        | 56e                         |
| 133                         | Stijn Devolder (BEL)        | 18e                         |
| 134                         | Mathias De Witte (BEL)      | AB                          |
| 135                         | Stijn Steels (BEL)          | 71e                         |
| 136                         | Wout van Aert (BEL)         | 12e                         |
| 137                         | Zico Waeytens (BEL)         | 83e                         |

| Vital Concept VCC | Vital Concept VCC         | Vital Concept VCC |
| ----------------- | ------------------------- | ----------------- |
| Num               | Coureur                   | Pos               |
| 141               | Kris Boeckmans (BEL)      | 87e               |
| 142               | Adrien Garel (FRA)        | AB                |
| 143               | Bert De Backer (BEL)      | 13e               |
| 144               | Marc Fournier (FRA)       | AB                |
| 145               | Jérémy Lecroq (FRA)       | 68e               |
| 146               | Julien Morice (FRA)       | AB                |
| 147               | Jonas Van Genechten (BEL) | AB                |

| Wanty-Groupe Gobert WGG | Wanty-Groupe Gobert WGG | Wanty-Groupe Gobert WGG |
| ----------------------- | ----------------------- | ----------------------- |
| Num                     | Coureur                 | Pos                     |
| 151                     | Simone Antonini (ITA)   | 64e                     |
| 152                     | Frederik Backaert (BEL) | 26e                     |
| 153                     | Guillaume Martin (FRA)  | 77e                     |
| 154                     | Mark McNally (GBR)      | 25e                     |
| 155                     | Yoann Offredo (FRA)     | 15e                     |
| 156                     | Andrea Pasqualon (ITA)  | 4e                      |
| 157                     | Kévin Van Melsen (BEL)  | 42e                     |

| WB-Aqua Protect-Veranclassic WVA | WB-Aqua Protect-Veranclassic WVA | WB-Aqua Protect-Veranclassic WVA |
| -------------------------------- | -------------------------------- | -------------------------------- |
| Num                              | Coureur                          | Pos                              |
| 161                              | Kenny Dehaes (BEL)               | 1er                              |
| 162                              | Jimmy Duquennoy (BEL)            | 58e                              |
| 163                              | Alex Kirsch (LUX)                | 20e                              |
| 164                              | Julien Mortier (BEL)             | 49e                              |
| 165                              | Lukas Spengler (SUI)             | 46e                              |
| 166                              | Julien Stassen (BEL)             | AB                               |

| Roubaix Lille Métropole RLM | Roubaix Lille Métropole RLM | Roubaix Lille Métropole RLM |
| --------------------------- | --------------------------- | --------------------------- |
| Num                         | Coureur                     | Pos                         |
| 171                         | Pierre Barbier (FRA)        | 30e                         |
| 172                         | Tom Dernies (BEL)           | 41e                         |
| 173                         | Pierre Idjouadiene (FRA)    | 35e                         |
| 174                         | Thomas Joly (FRA)           | AB                          |
| 175                         | Samuel Leroux (FRA)         | AB                          |
| 176                         | Jérôme Mainard (FRA)        | 84e                         |
| 177                         | Lander Seynaeve (BEL)       | AB                          |

| Sovac-Natura4Ever SNE | Sovac-Natura4Ever SNE  | Sovac-Natura4Ever SNE |
| --------------------- | ---------------------- | --------------------- |
| Num                   | Coureur                | Pos                   |
| 181                   | Gaëtan Bille (BEL)     | NP                    |
| 182                   | Louis Deguide (BEL)    | AB                    |
| 183                   | Florian Deriaux (FRA)  | AB                    |
| 184                   | Laurent Évrard (BEL)   | AB                    |
| 185                   | Alexander Geuens (BEL) | AB                    |
| 186                   | Matthias Legley (BEL)  | AB                    |
| 187                   | Robin Stenuit (BEL)    | 55e                   |

| Saint Michel-Auber 93 AUB | Saint Michel-Auber 93 AUB | Saint Michel-Auber 93 AUB |
| ------------------------- | ------------------------- | ------------------------- |
| Num                       | Coureur                   | Pos                       |
| 191                       | Kévin Le Cunff (FRA)      | 34e                       |
| 192                       | Guillaume Levarlet (FRA)  | AB                        |
| 193                       | Alo Jakin (EST)           | AB                        |
| 194                       | Camille Thominet (FRA)    | AB                        |
| 195                       | Flavien Maurelet (FRA)    | 54e                       |
| 196                       | Yoann Paillot (FRA)       | AB                        |
| 197                       | Damien Touzé (FRA)        | 37e                       |

| Tarteletto-Isorex TIS | Tarteletto-Isorex TIS        | Tarteletto-Isorex TIS |
| --------------------- | ---------------------------- | --------------------- |
| Num                   | Coureur                      | Pos                   |
| 201                   | David Boucher (BEL)          | 59e                   |
| 202                   | Kevin De Jonghe (BEL)        | AB                    |
| 203                   | Arne De Groote (BEL)         | AB                    |
| 204                   | Abram Stockman (BEL)         | 51e                   |
| 205                   | Michiel Stockman (BEL)       | 39e                   |
| 206                   | Sergio Torres (ESP)          | 32e                   |
| 207                   | Polychrónis Tzortzákis (GRE) | 36e                   |